# Elecciones generales de San Eustaquio de 2015
Elecciones generales tuvieron lugar en San Eustaquio el 18 de marzo de 2015. Tanto el Partido Laborista Progresivo y el Partido Democrático obtuvieron dos de cinco escaños, mientras que la Coalición Popular Unida obtuvo una.

## Resultados
| Partido                                    | Votos | %    | Escaños | +/–   |
| ------------------------------------------ | ----- | ---- | ------- | ----- |
| Partido Laborista Progresivo               | 481   | 30,5 | 2       | +1    |
| Partido Democrático                        | 473   | 30,0 | 2       | 0     |
| Coalición Popular Unida                    | 242   | 15,3 | 1       | 0     |
| Lista Blanko                               | 182   | 11,5 | 0       | Nuevo |
| Partido de Empoderamiento de San Eustaquio | 133   | 8,4  | 0       | –1    |
| Movimiento Liberal de Acción Statia        | 66    | 4,2  | 0       | Nuevo |
| Votos en blanco/nulos                      | 14    | –    | –       | –     |
| Total                                      | 1 594 | 100  | 5       | 0     |
| Electores registrados/participación        |       | 65,5 | –       | –     |
| Fuente: The Daily Herald                   |       |      |         |       |

## Elecciones generales
- Elecciones generales de San Eustaquio de 1999
- Elecciones generales de San Eustaquio de 2007
- Elecciones generales de San Eustaquio de 2011
- Elecciones generales de San Eustaquio de 2015